# Virgen de la Soledad de Amberes

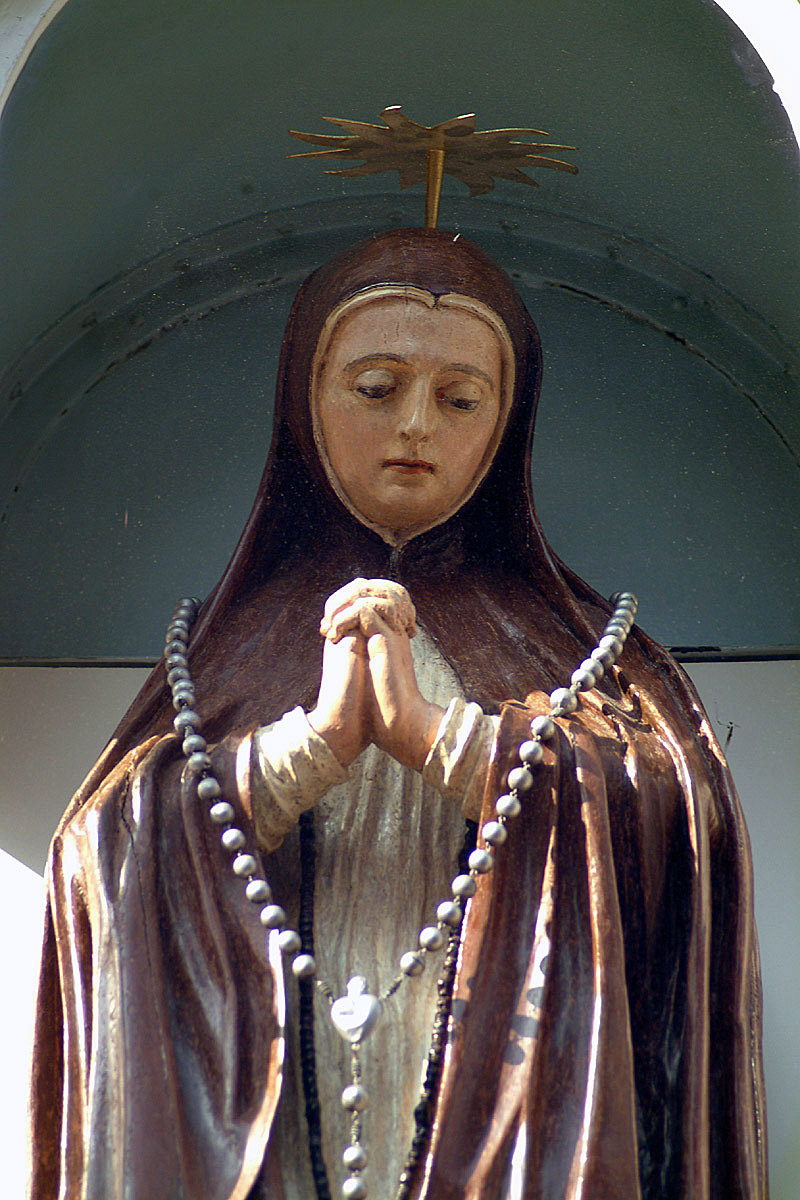
Virgen de la Soledad de Amberes.

La Virgen de la Soledad de Amberes es una escultura que representa a la Virgen María en la advocación de Nuestra Señora de la Soledad, que se ubica en la calle Pieter Van Hoboken de la ciudad de Amberes (Bélgica).
Está realizada en madera, y es atribuida al escultor flamenco Petrus Verbrugghen el joven, y datada aproximadamente en 1691. Es posible que esté inspirada en una imagen española que llevó desde Madrid a Amberes la archiduquesa Isabel Clara Eugenia, infanta de España, cuando contrajo matrimonio con su primo hermano Alberto de Austria. 
La archiduquesa fue hija de Felipe II de España y de Isabel de Valois, introductora de la advocación de la Soledad en España, cuya devoción en la Casa de Valois se remonta a la amistad que tuvo con el propio San Francisco de Asís. La reina Isabel prestó al convento de la Victoria de Madrid un lienzo que representaba a esta Virgen, que había traído desde Francia, del que el escultor Gaspar Becerra hizo una copia en talla, que fue posteriormente imitada por otros maestros españoles.